# Dračí ovoce

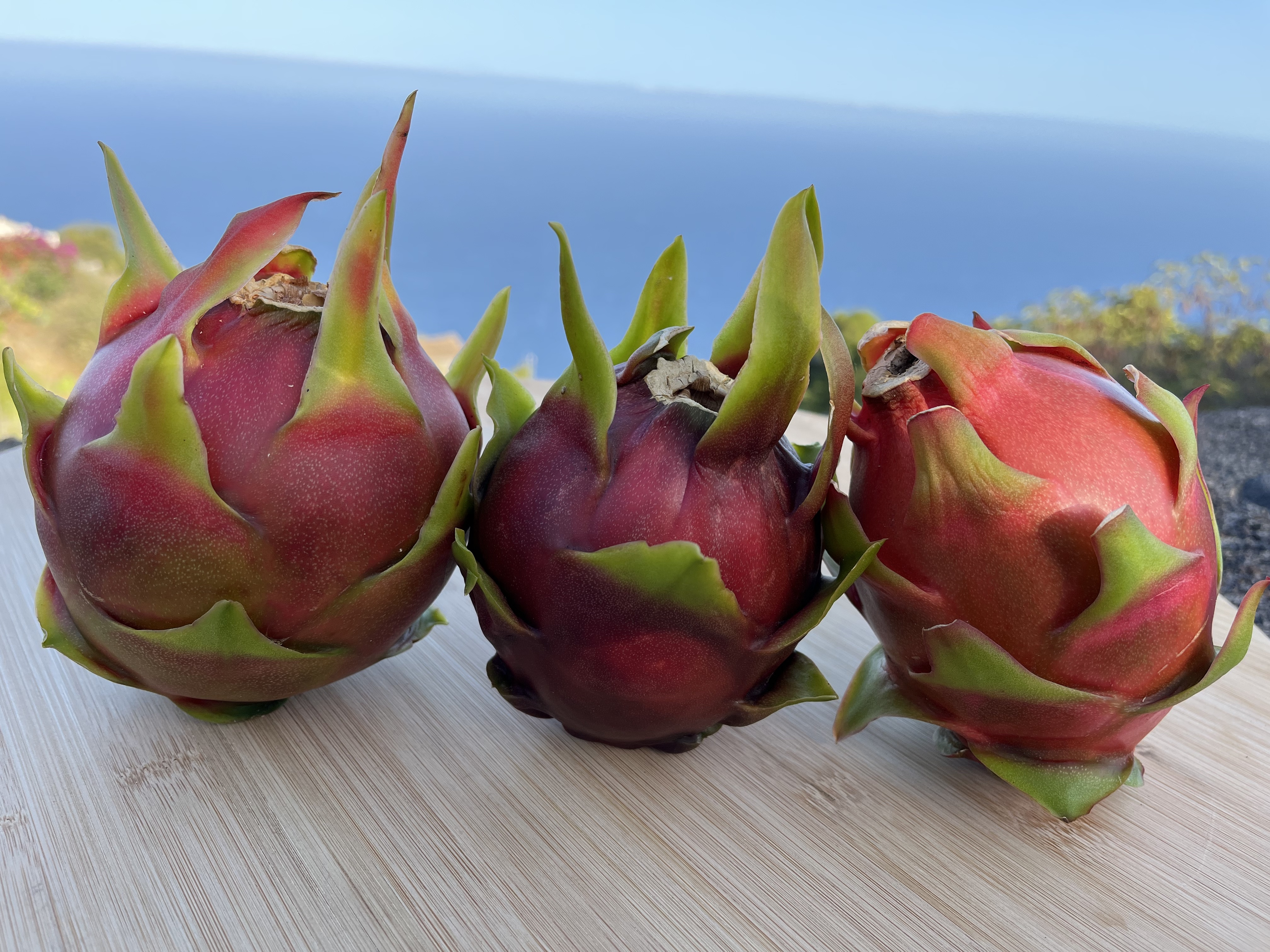
Různé druhy dračího ovoce

Dračí ovoce (anglicky Dragon fruit, čínsky 火龍果 / 龙果 – ohnivý drak či vietnamsky thanh long – zelený drak) je označení pro plody rodu Hylocereus z čeledi kaktusovitých. Jsou více známé pod názvem pitahaya, zkráceně pitaya, ale tento název je používán i pro mnoho dalších druhů kaktusů, které nespadají pod dračí ovoce a do rodu Hylocereus. Jsou široce pěstované v tropickém pásmu, mimo Ameriku zejména v Asii, kde nejsou původní. Snáší dobře i subtropické pásmo, kde se pěstují v Izraeli a na Kanárských ostrovech. Plody jsou dodávány do obchodních řetězců po celém světě. Výraz pitaya nebo pitahaya pochází z Velkých Antil, z indiánského jazyka Taino a znamená „šupinaté ovoce“.

## Popis

### Rostliny
Rostliny rodu Hylocereus koření v zemi a šplhají do korun stromů. Nejde tedy o pravý epifyt, ale o liánu. Popínavé stonky mají obvykle 3, méně často 2–4, velmi plochá žebra a mohou být až 100 m dlouhé. Jsou zaškrcené na jednotlivé segmenty-články. Tvoří přísavné kořeny. Stonky jsou na okrajích mírně oble vykrajované, v zářezech jsou areoly. Areoly jsou plstnaté, bez trnů nebo jen s malými trníčky. Květy jsou velké, až 37 cm dlouhé a široké až 30 cm, noční. Jsou opylovány můrami a netopýry. Bez opylení a u mnoha druhů i při samoopylení k tvorbě plodů nedochází. Květy mají vnitřní široké korunní lístky tvořící polouzavřený kalich, obvykle bílé, někdy až krémové, u několika planých druhů růžové barvy. Vnější korunní lístky jsou užší, barevnější, kolmo odstávající až mírně zpětně ohnuté. Mezi vnitřními a vnějšími okvětními lístky je výrazná mezera. Celkový vzhled květu lze popsat jako světlý kávový šálek posazený na barevnější široký podšálek. Na farmách pěstované rostliny jsou udržované řezem jako převislé keříky, asi 1,5 m vysoké, nebo jako komolovitě udržované rostliny na konstrukci, pro usnadnění sklizně.  V rámci pěstování se květy dračího ovoce opylovávají růčně, s tím že se dbá na to, aby došlo k opylování mezi jednotlivými hybridy. V domácích podmínkách se používají též k popnutí zdí, nebo i pro tvorbu živých plotů. Hylocereus undatus je pro velké, vanilkou vonící květy pěstován i jako okrasná rostlina.

### Plody
Plody jsou bobule, vejčitě protáhlé. Slupka je tužší a nese několik špičatých, odstávajících šupin, zejména na vrcholu plodu po odpadnutém květu. Konce šupin mohou být i u zralých červených plodů zeleně zbarvené. Trny chybí, štětiny jsou velmi vzácné, občas se za šupinami objeví chomáčky vaty. Obvyklá hmotnost je 300 až 850 g, rekordní je 1,5 kg. Plody mají jedlou šťavnatou dužinu a v ní roztroušená, drobná, černá, početná semena. Semena jsou početná, rozptýlená v dužině, černá, asi 1 mm velká, olejnatá, jedlá. Tuhá vnější slupka je nejedlá. Vnitřní měkčí část slupky se někdy při servírování ponechává.

## Druhy
Jsou rozeznávány tři druhy dragon fruit/pitahají, přičemž botanické zařazení není úplně vyjasněné. Jednak botanici pod hlavní druhy slučují další druhy, případně používají synonymní názvy, jednak se jako plody nesoucí uvádí i další minoritní druhy.

### Pitahaya blanca
bílá pitahaya, je nejběžnější druh, široce pěstovaný, známý i u nás z obchodů. Má červenou slupku a bílou dužinu s množstvím drobných, černých, jedlých semen. Hlavní druh je Hylocereus undatus, dále je uváděn příbuzný Hylocereus triangularis. Pro velké, vanilkou vonící květy je Hylocereus undatus pěstován i jako okrasná rostlina a též jako pokryvná rostlina k pokrytí nevzhledných ploch velkých zdí.

### Pitahaya amarilla
žlutá pitahaya, má žlutou slupku a bílou dužinu. Hlavní druh je Hylocereus megalanthus synonymum je Selenicereus megalanthus. Pěstování je náročnější a proto jsou tyto plody méně dostupné a dražší.

### Pitahaya roja
červená pitahaya, má červenou slupku i dužinu. Jsou uváděny botanické druhy Hylocereus polyrhizus, Hylocereus costaricensis (je nedostatečně botanicky poznán ), Hylocereus monacanthus. Chuť dužiny je výraznější než u typů s bílou dužinou. Je dostupná i v Česku.

### Hybridy
Probíhá hybridizace různých typů s cílem dosáhnout lepších vlastností a intenzivnější chuti, zejména v Izraeli.

## Výskyt
Rod Hylocereus je jako epifytický kaktus přizpůsoben k růstu v suchých teplých oblastech s nepravidelným deštěm. Tím je vhodný pro pěstování v oblastech nevhodných pro náročnější plodiny. Plody se po odkvětu vyvíjí 30 až 50 dní. Při dodatečné zálivce může kvést a poskytnout až 5–6 sklizní za rok. Nejlepší farmy ve Vietnamu produkují až 30 tun ovoce z ha ročně. Naopak přelití nebo trvalý déšť může vést k opadu květů až k zahnívání kořenů.
Hylocereus lze pěstovat i v našich podmínkách jako dekorativní kaktus. Ve skleníku může i kvést a vytvořit plod. Hylocereus undatus je v pěstírnách široce používán jako podnož pro roubování choulostivých nebo bezchlorofylových forem kaktusů, jako je bezchlorofylové, červené, fialové, hnědé či žluté Gymnocalycium mihanovichii cv. Hibotan, žlutá bezchlorofylová forma Echinopsis chamaecereus nebo kulturní formy rodu Astrophytum. Takto se s ním lze setkat v našich květinářstvích.

### Oblast původu
Původem jsou z vlhčích oblastí Střední Ameriky.
- Hylocereus undatus – Původní oblast výskytu již nelze určit pro dlouhou historii pěstování a šíření. Předpokládá se, že původní oblast výskytu byly ostrovy v Karibiku, odkud byl druh rozšířen na pevninu.
- Hylocereus triangularis – Je široce rozšířen na karibských ostrovech, zejména velkých, jako je Kuba, Jamajka, a Dominika
- Hylocereus megalanthus – Kolumbie, Ekvádor, Peru a Bolívie
- Hylocereus polyrhizus – Nikaragua, Kostarika, Panama, Kolumbie, Ekvádor
- Hylocereus costaricensis – Nikaragua, Kostarika a Panama
- Hylocereus monacanthus – Kostarika, Panama, Kolumbie

### Introdukce
Původně byl domorodci mimo oblast výskytu po střední Americe na další ostrovy i na pevninu šířen Hylocereus undatus. Nyní je široce pěstován, méně i další druhy, v Jihovýchodní a Východní Asii, zejména v Kambodži, Thajsku, Malajsii, Indonésii, Bangladéši, ve Vietnamu, na Filipínách, Srí Lance, Tchaj-wanu, jižní Číně, dále pak na Okinavě, Havaji, v Izraeli, v Guatemalae, v severní Austrálii, na ostrově Réunion a ve francouzské Polynésii a též na Kypru. V rámci Evropy se pěstuje na Kanárských ostrovech, zvláště na Tenerife a ostrově La Palma.

## Vlastnosti
Chuť dužiny je jemná, což bývá v Asii uváděno jako kontrast s tradičně pojímaným dračím vzhledem slupky. Chuť připomíná meloun nebo kiwi a je jemně nasládlá. Žlutá pitahaya má chuť silnější, až angreštovitou. Dužina je nízkokalorická. S dužinou jsou pojídána i početná drobná semena, která mají oříškovou chuť a jsou bohatá na tuky. Pokud ale nejsou rozžvýkána, procházejí trávicím traktem neporušená. Plody jsou používány v Americe domorodci na výrobu džusů nebo na víno. Domorodci též jedí květy, nebo z nich připravují čaj.
V západních civilizacích se dračí ovoce nejčastěji konzumuje samostatně syrové, nicméně je vhodné též k přidání do ovocných salátů, smoothie nebo jogurtů. Nejlepší chuť mají zralé plody, které se poznají tak, že jsou měkké a sytě zbarvené.
Dužina je bez tužších vláken a obsahuje asi 90 % vody. Obsahuje hodně železa, vápníku a fosforu. Nutriční hodnota je nízká, 210 kJ na 100 g (50 kcal/100g). Dále obsahuje vitamíny B, C, E (116–171 mg na gram čerstvé dužiny), antioxidanty jako je betacyanin (0,32–0,41 mg) a fenolové sloučeniny. Snižují hladinu kyseliny močové v krvi a jsou tak prevencí dny. Olej v semenech má projímavý účinek.
Pojídání červené pitahaye může způsobit zdraví neškodné červené zbarvení moče (pseudohematurie) i fekálií.
Pyl je zkoumán pro obsah polyfenolů a jejich protinádorové účinky.

## Galerie

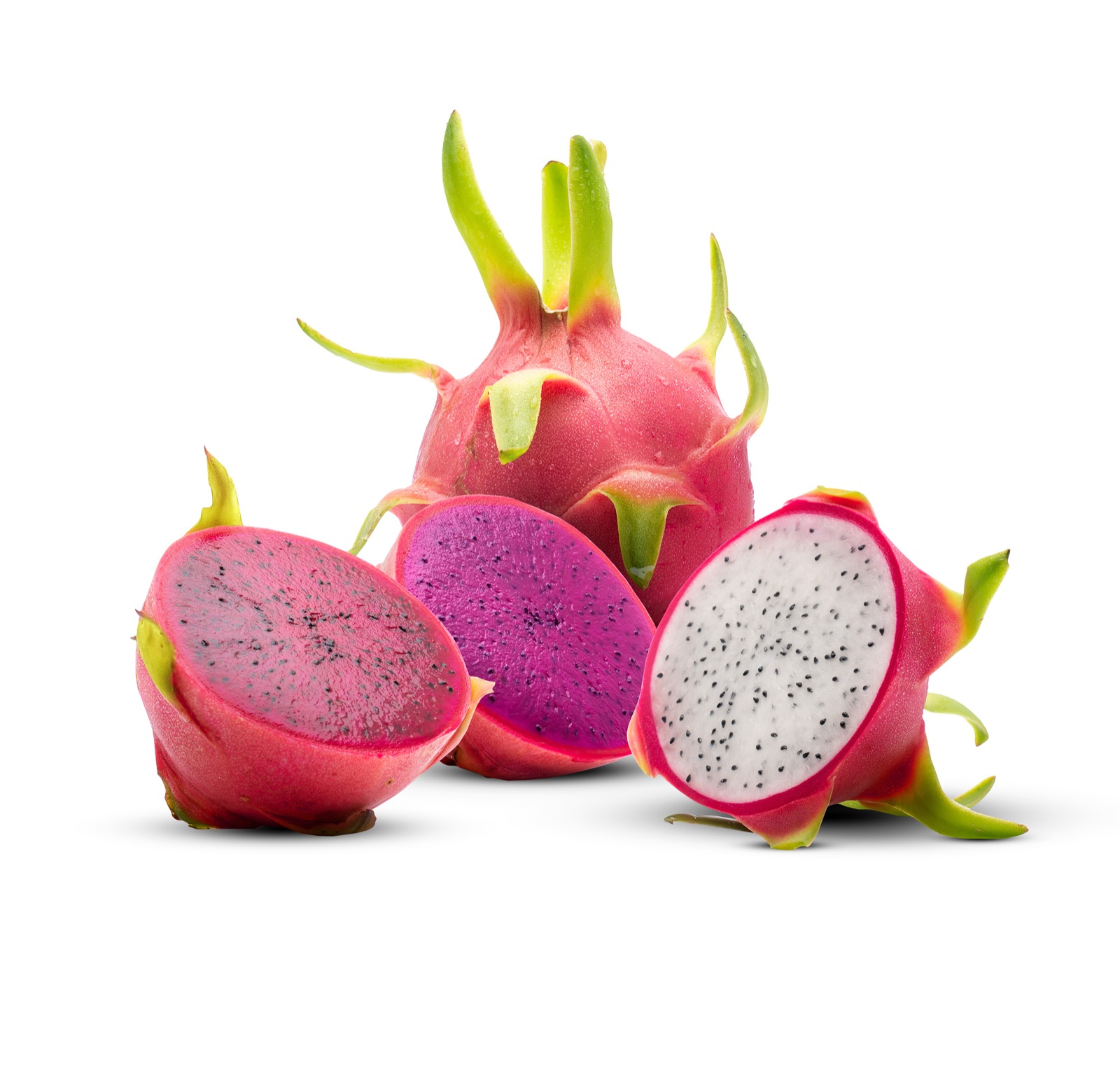
Dračí ovoce s bílou, červenou a růžovou dužninou pěstované na ostrově La Palma
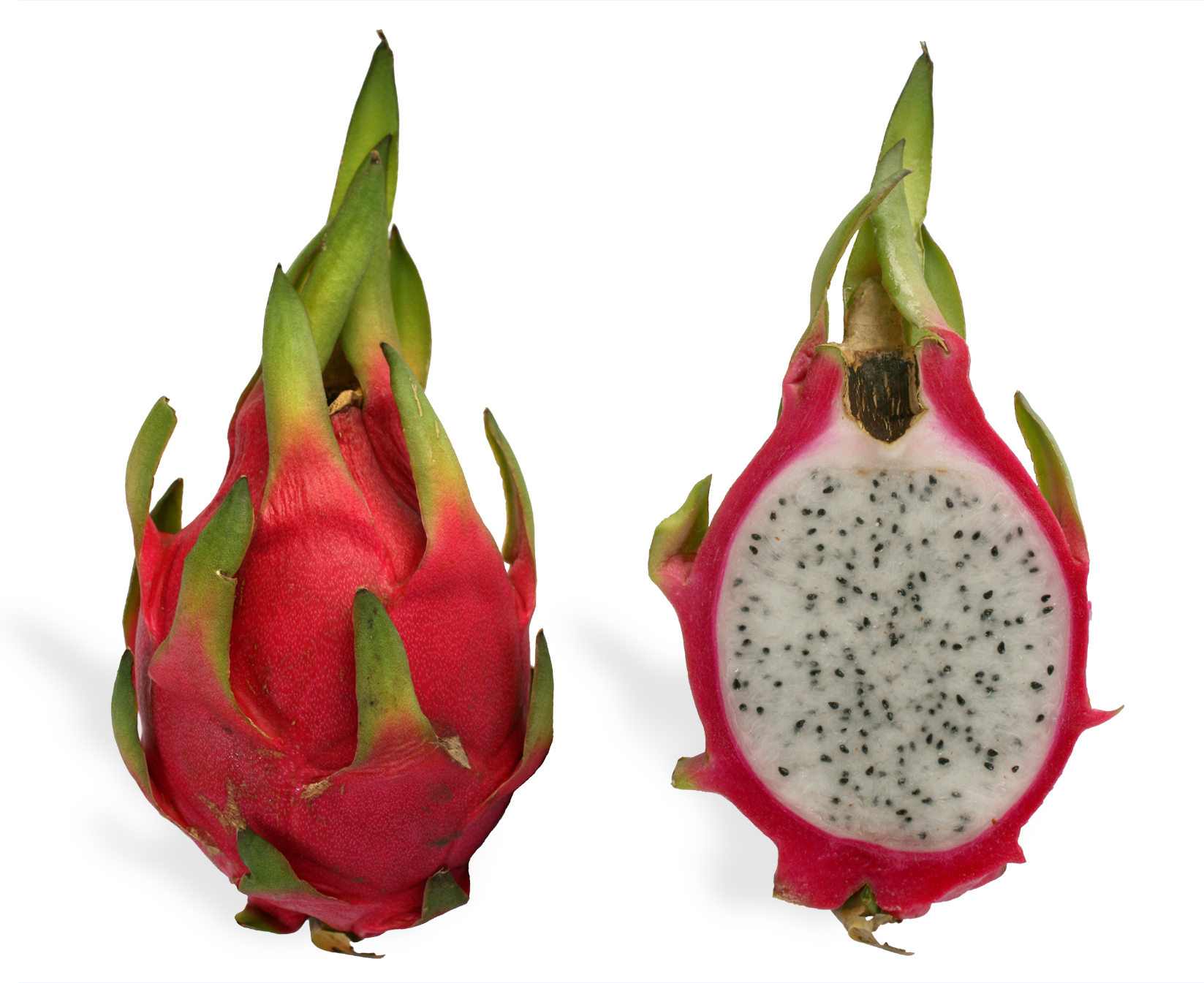
Bílá pitahaya Hylocereus undatus
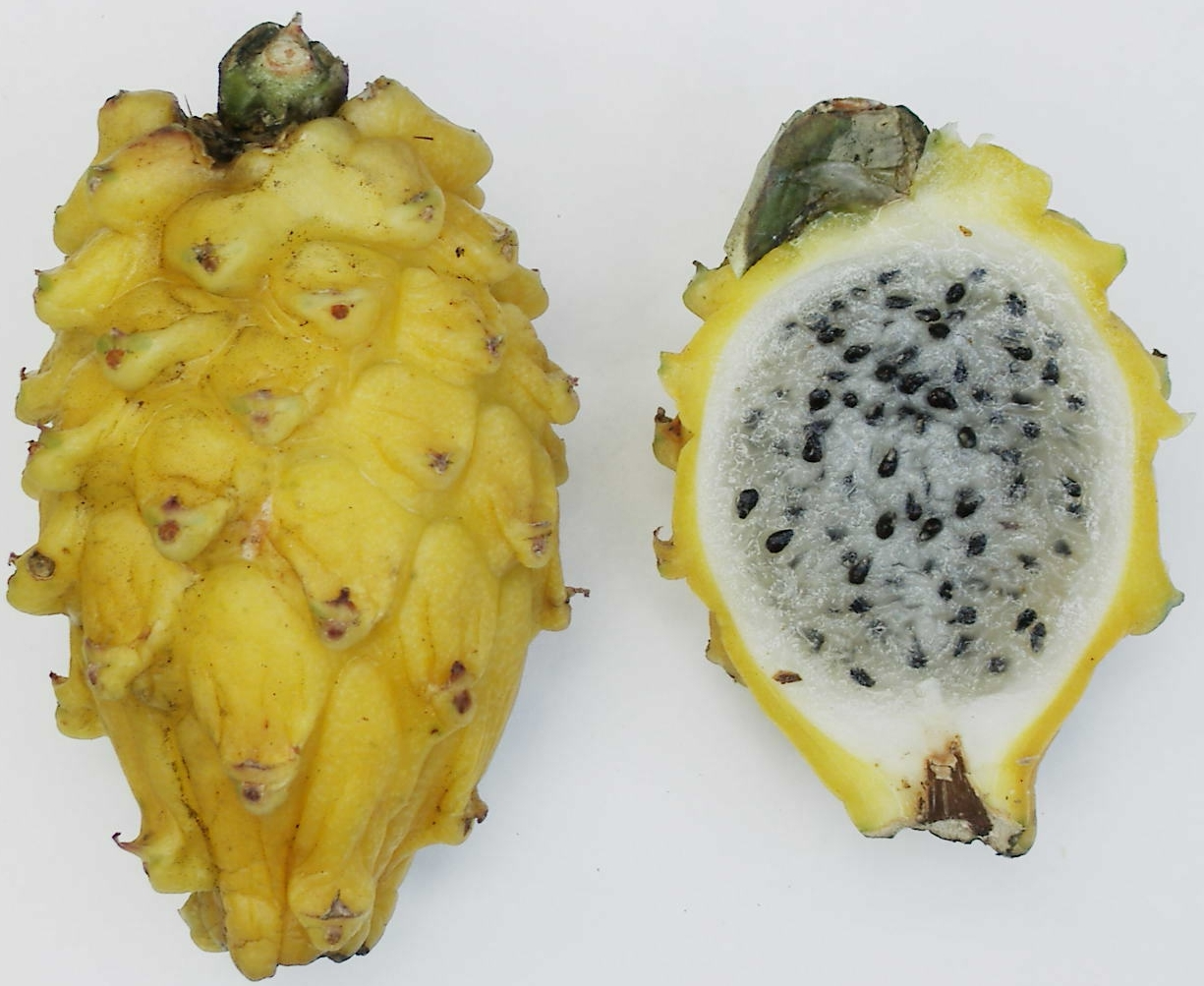
Žlutá pitahaya Hylocereus megalanthus
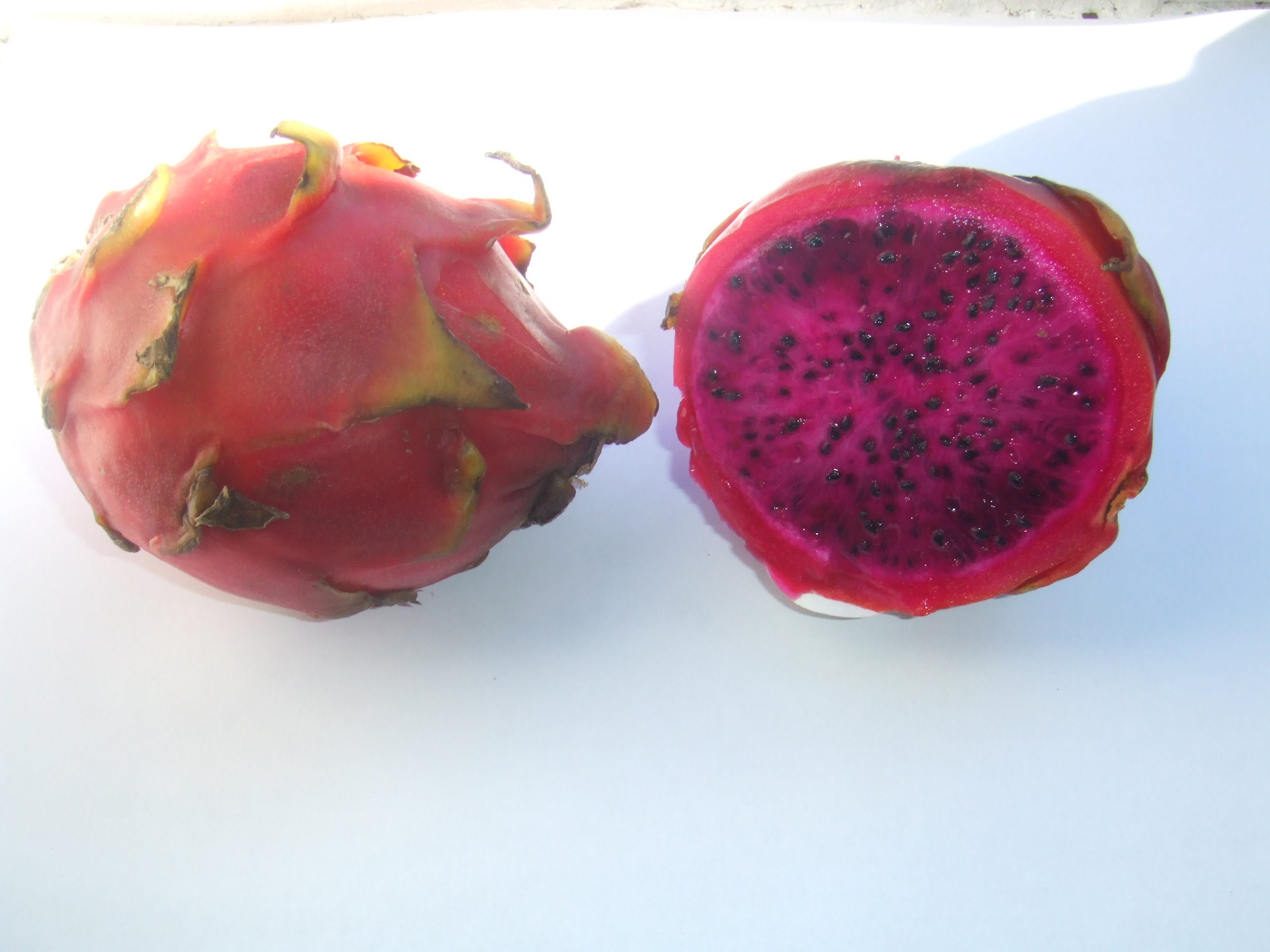
Červená Pitahaya Roja, Hylocereus costaricensis
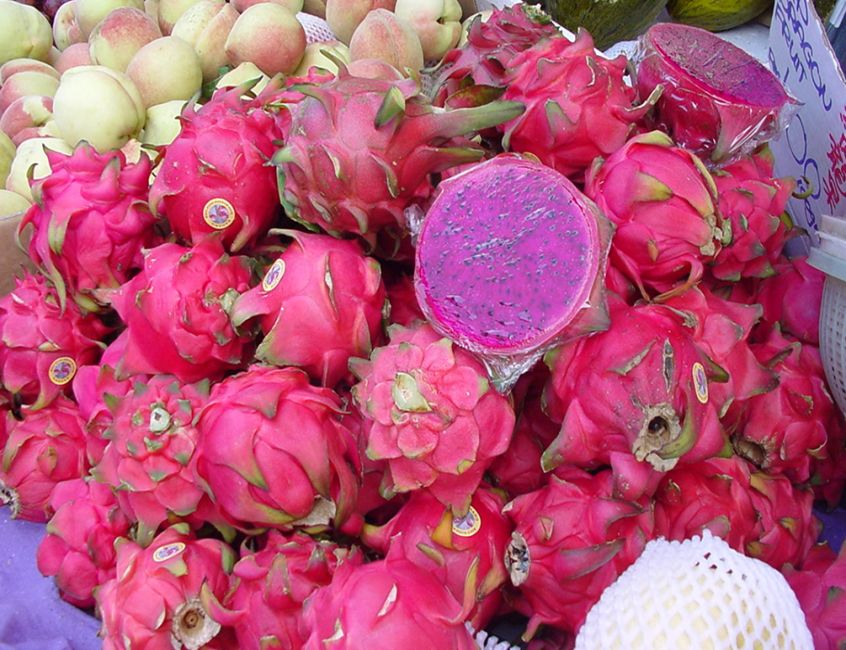
Pitahaya Roja na tržnici
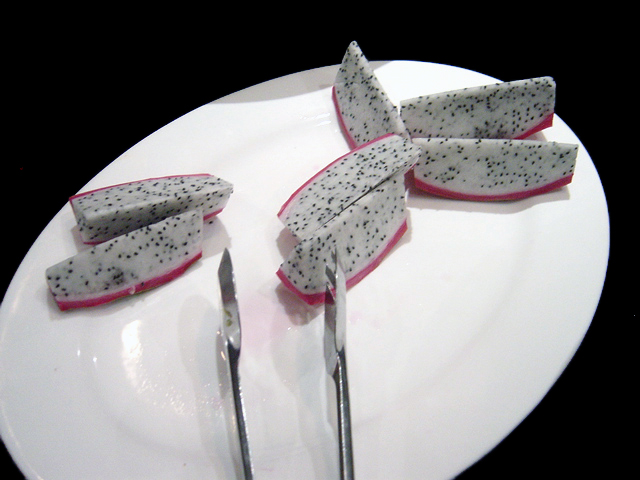
Servírování bílé pitahaje v Číně, i s částí vrstvy červené slupky
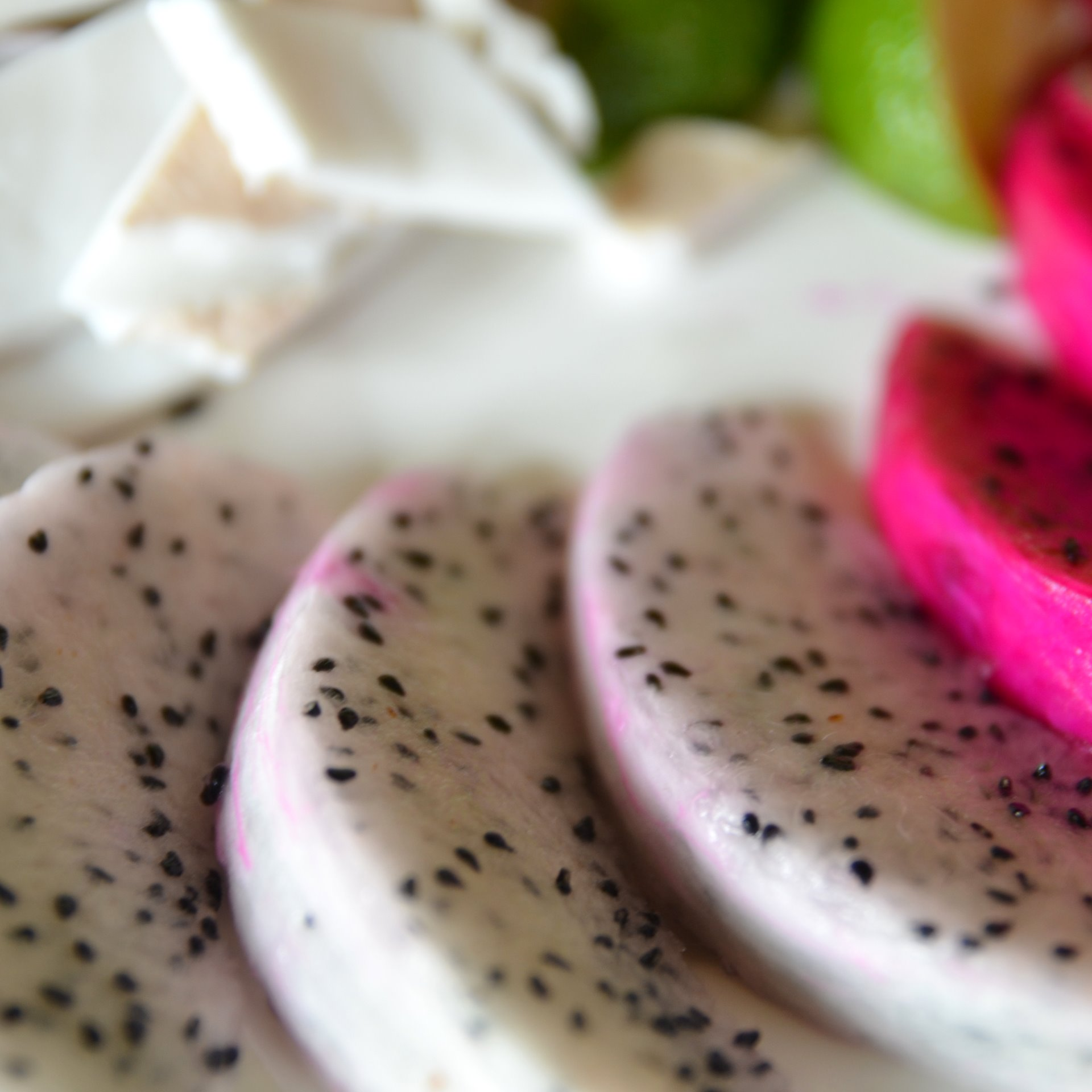
Řezy bez slupky z bílé pitahaye, na okraji jeden řez červené pitahaje, Thajsko
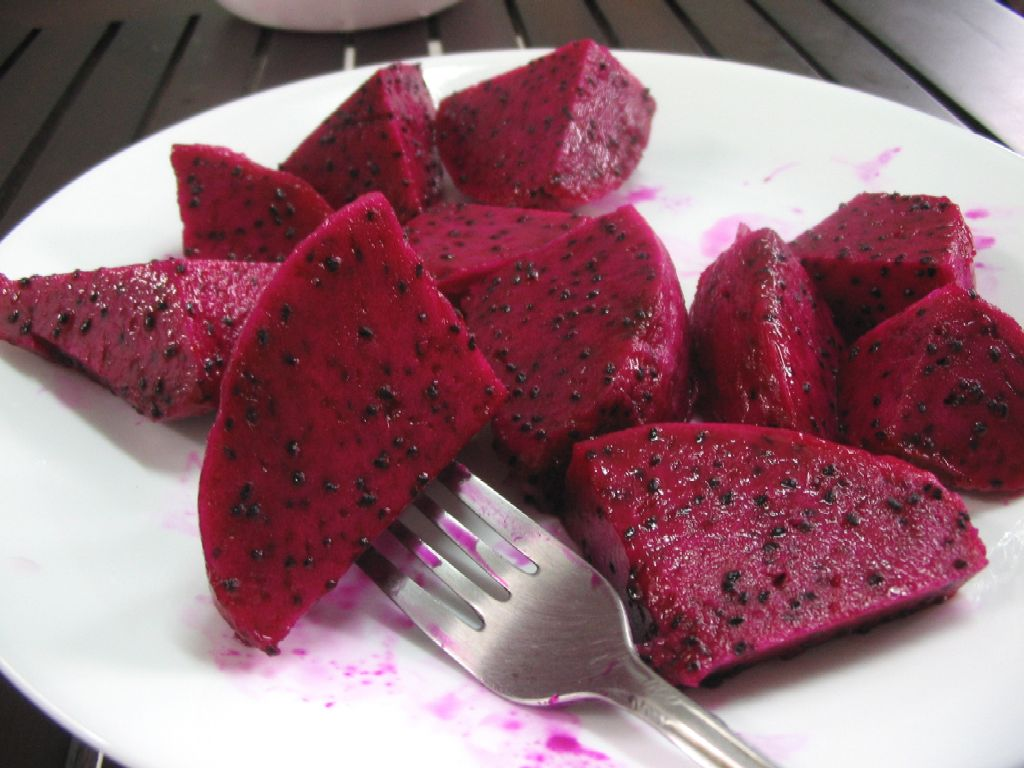
Servírované výkroje červené pitahaje
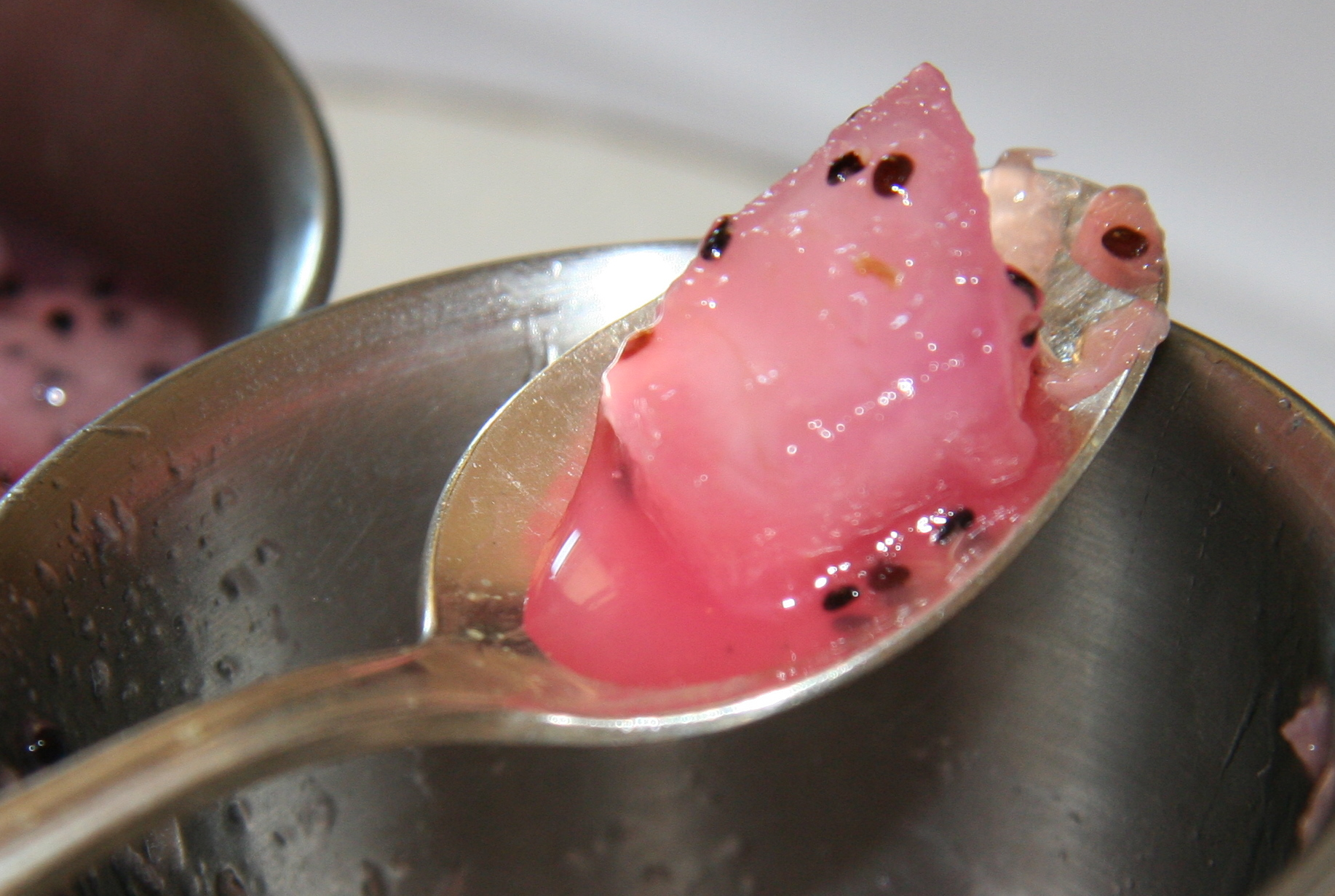
Velmi světlá, až růžová forma červené pitahaje
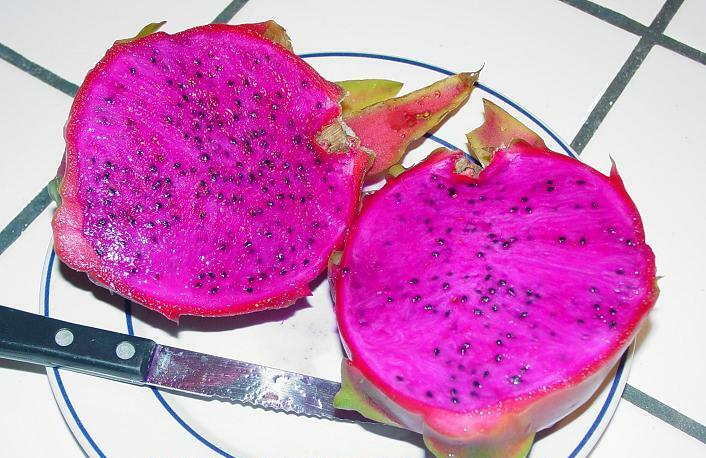
Moderní hybrid cv. Rixford, založený na červené pitahaji, s vysokou sladkostí a plodný samoopylením
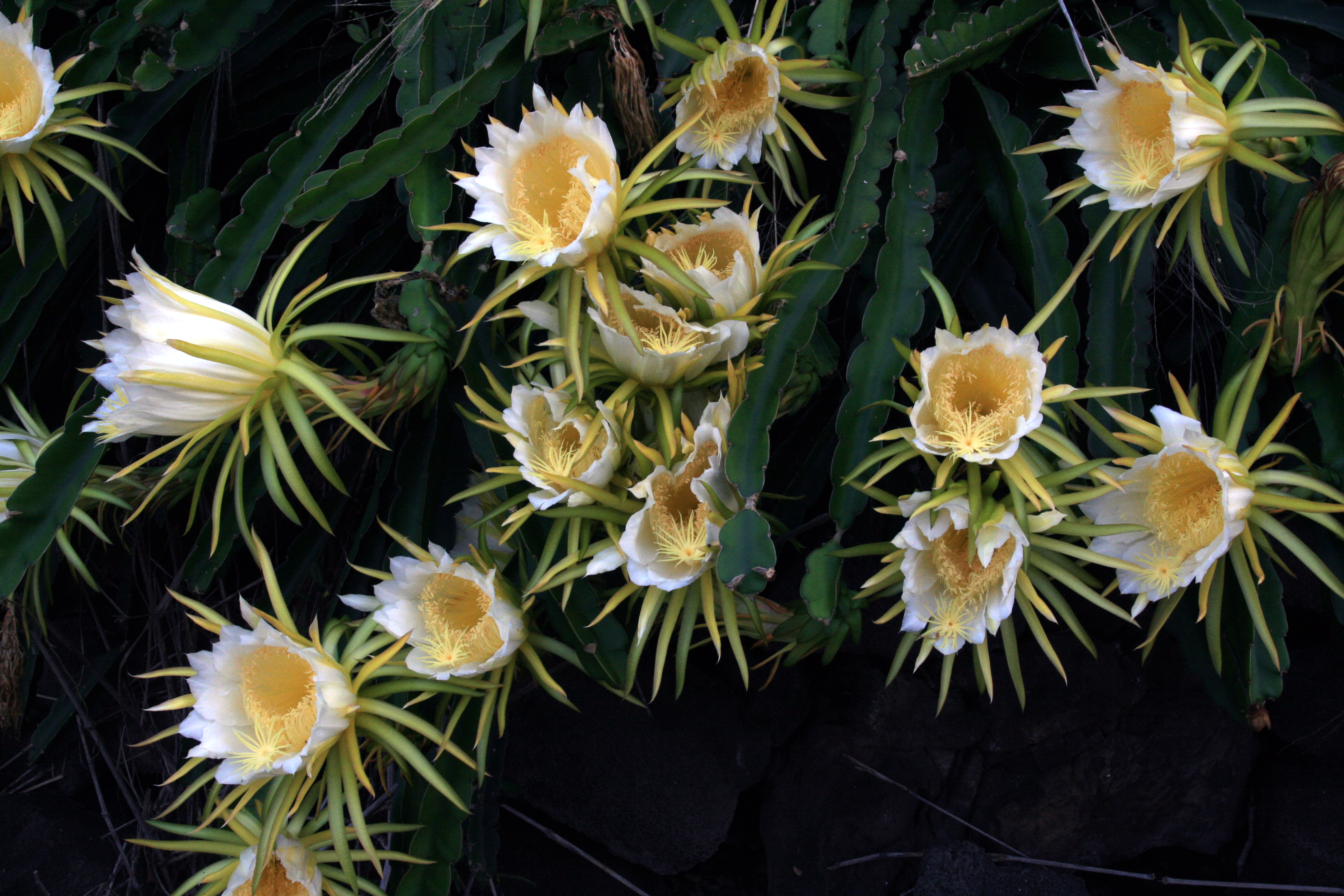
Velké noční květy
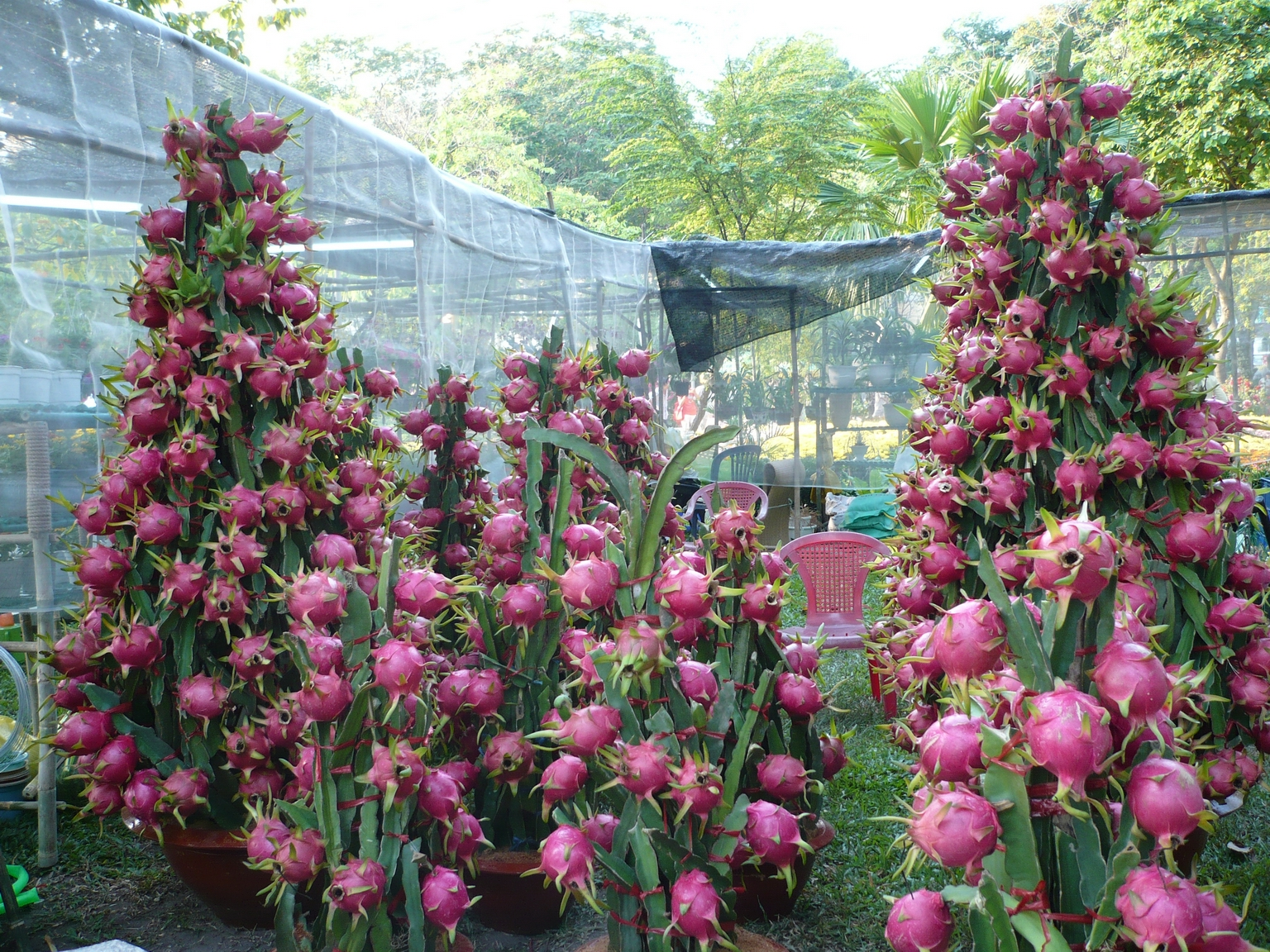
Plodné stromky v zahradnictví
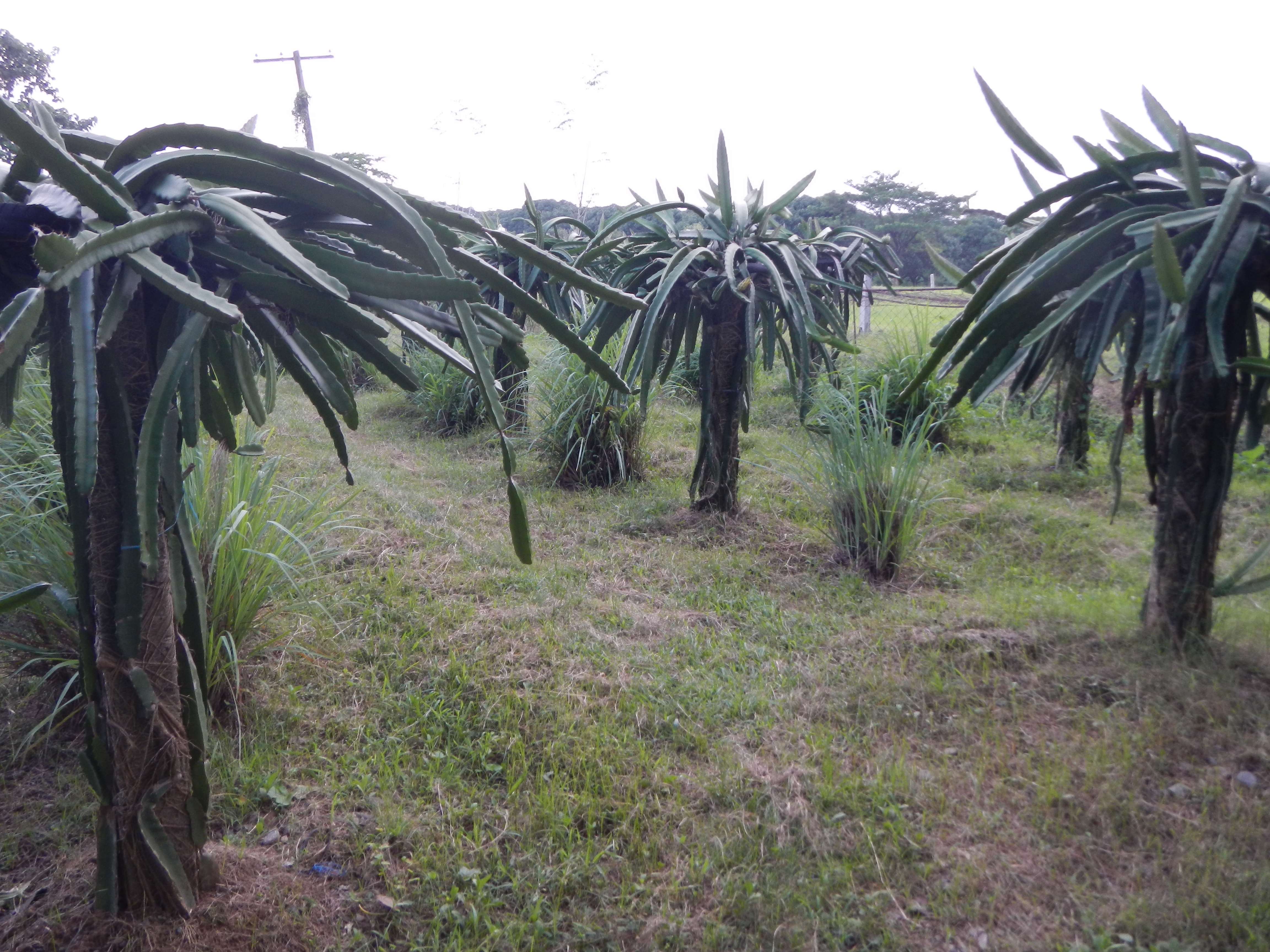
Hylocereusy na pozemku Zemědělské školy na Filipínách
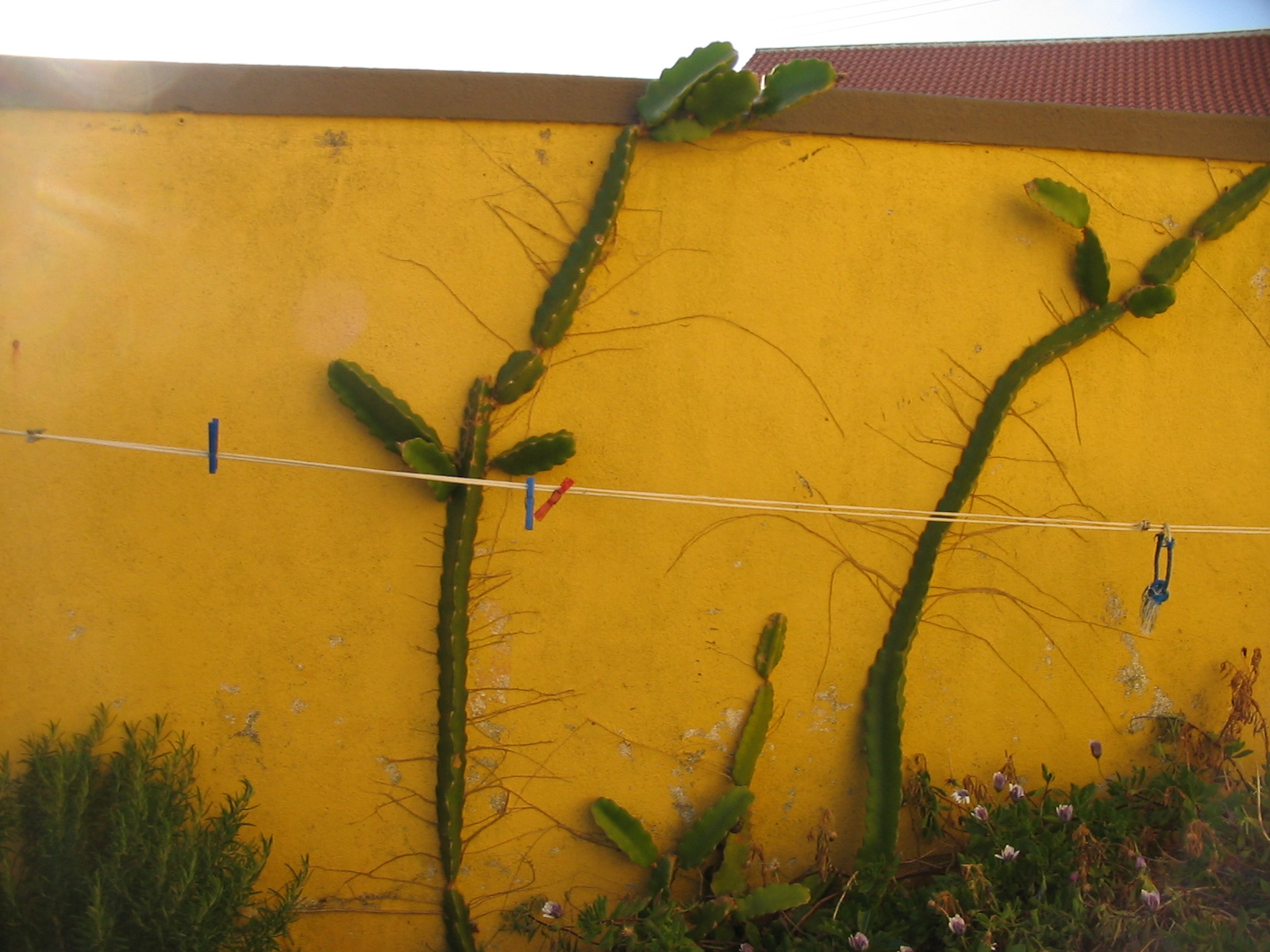
Mladé šplhající sazenice u zdi při tradiční domorodé výsadbě
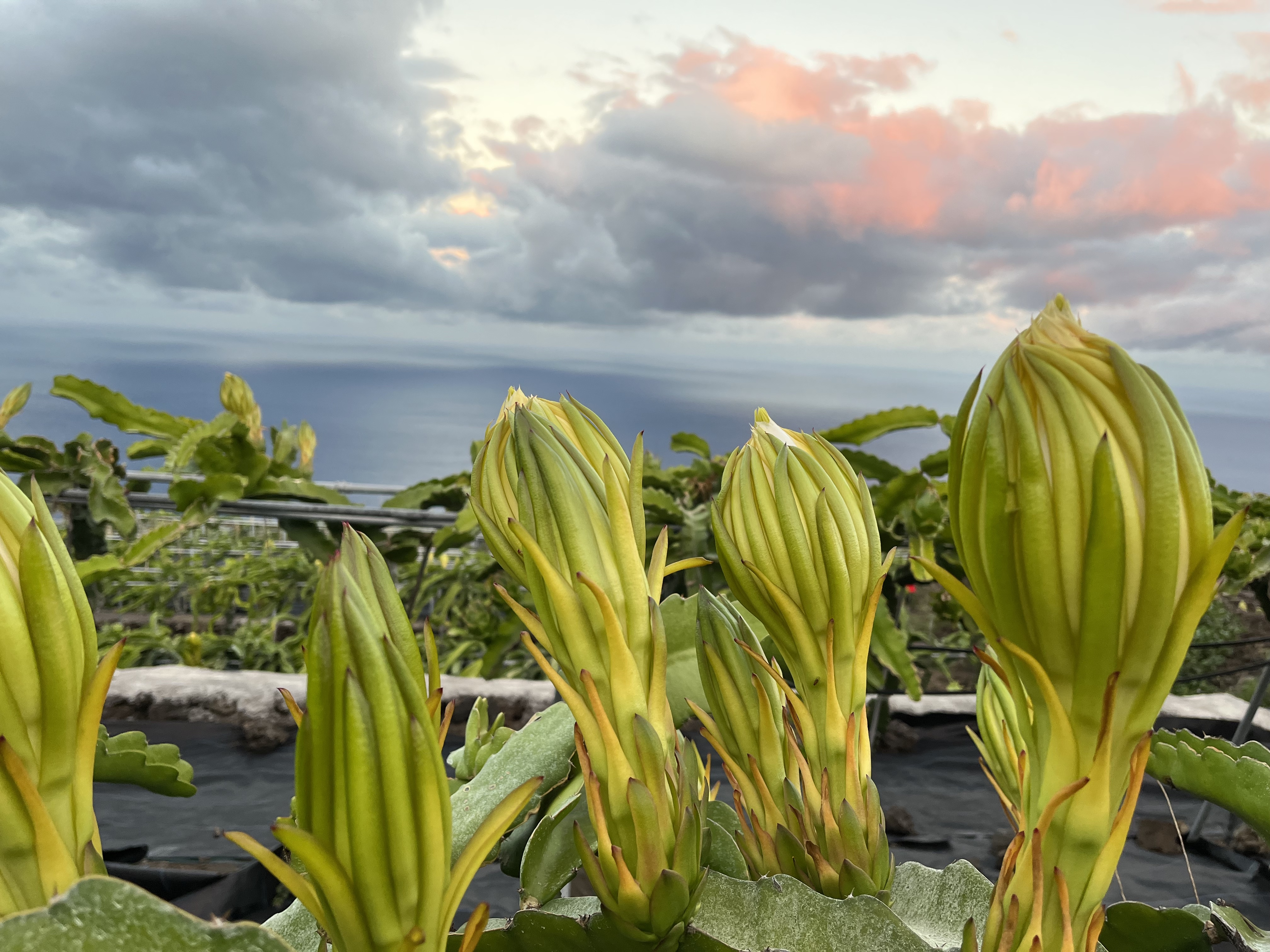
Poupata dračího ovoce před rozkvětem
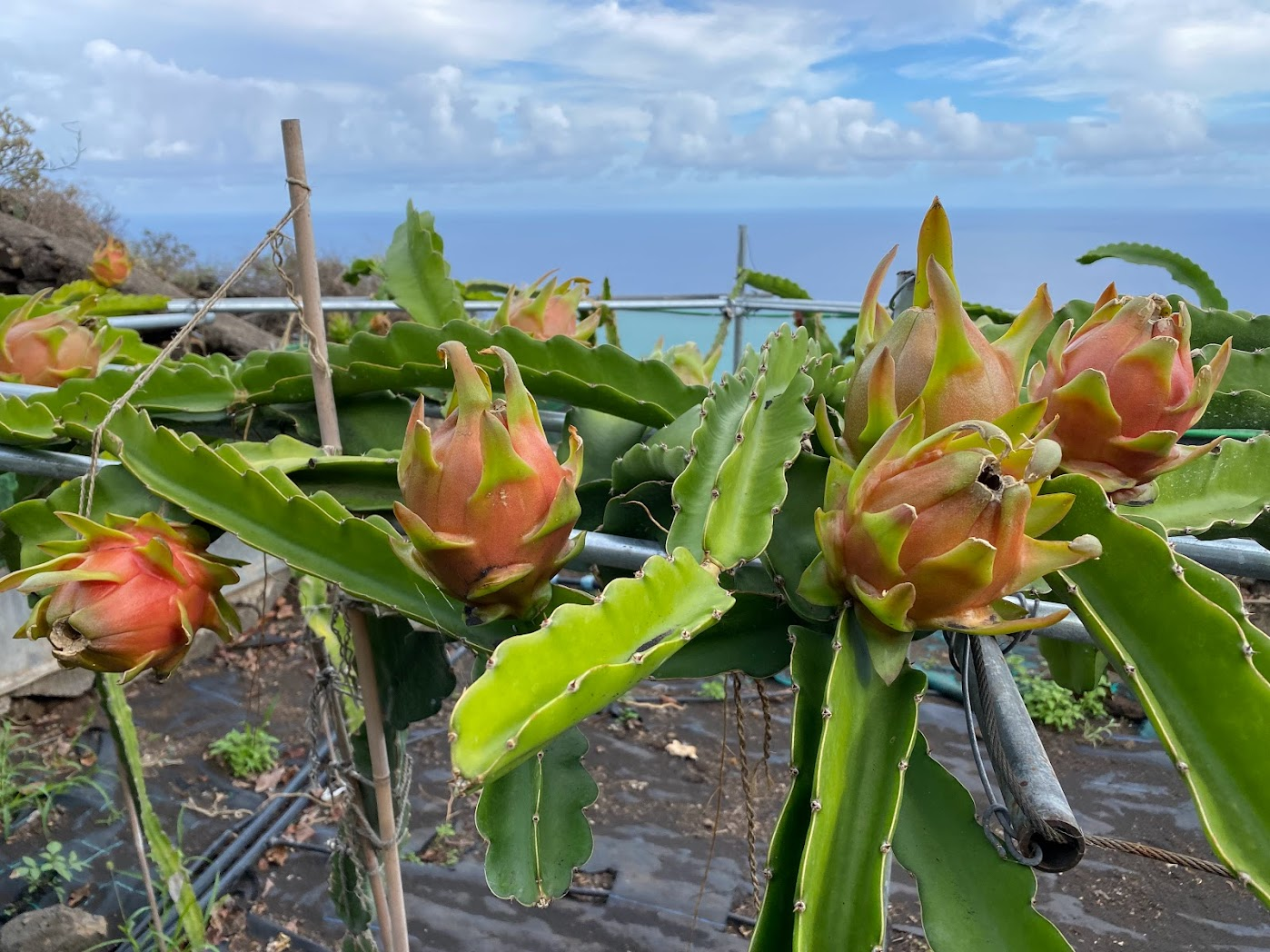
Rostlina s plody dračího ovoce